# 역덕이슈 오늘
《역덕이슈 오늘》은 KBS디지털미디어국에서 제작한 한국사 관련 디지털 콘텐츠이다. KBS 모바일 플랫폼인 my K와 홈페이지를 통해 서비스되고 있으며, 유튜브,  페이스북, 트위터, 카카오TV, 네이버TV 를 통해서도 서비스 되고있다. 

## 방송회차

### 2017년
| 방송 회차 | 방송 일자 | 제목 (다시보기)                                                | 내용 |
| --------- | --------- | -------------------------------------------------------------- | --- |
| 1회       | 3월 1일   | 이완용의 3.1운동 진압매뉴얼                                    | 매국노 이완용 이 작성한 3.1 운동 진압매뉴얼 그리고 그 대가로 그가 챙긴 엄청난 부와 지위… |
| 2회       | 3월 11일  | 상속의 정석, 유일한                                            | 1971년 3월11일 유한양행 창업자 유일한 별세! 부를 독점하고 세습하기 위해 온갖 탈법이 난무하는 지금 돌아보는 진정한 부자의 길. |
| 3회       | 3월 26일  | 안중근, 거짓 동양평화론을 심판하다                             | 이토히로부미를 저격한 민족의 영웅 안중근 1910년 3월 26일 순국하다 |
| 4회       | 3월 28일  | 김옥균, 조선 최초의 파리유학생에게 암살되다                    | 1894년 3월 28일 갑신정변의 주역 김옥균 왕권중심의 개화를 주창했던 조선 최초의 파리유학생 홍종우에게 피격사망. |
| 5회       | 4월 1일   | 백정 박성춘, 보통사람이 된날                                   | 1895년 어느 봄날 절절한 상소로 백정에 대한 차별을 없앤 백정 박성춘, 3년 후엔 만민공동회의 개막연설자로 나서는데 |
| 6회       | 4월 11일  | 불통의 제왕 연산군, 언론을 틀어막다                            | 1506년 4월 11일 연산군 사간원 폐지! 이후 충언을 고하는 내시 김처선을 죽이고 사헌부, 사간원, 홍문관 삼사를 모두 폐해 버린다. |
| 7회       | 4월 19일  | 4.19혁명 민주주의의 봄                                         | 1960년 4월 19일 마산 앞바다에 처참하게 떠오른 김주열 열사의 주검에서 시작된 419 혁명의 불길 |
| 8회       | 4월 29일  | 윤봉길, 항일투쟁의 결정적 하루 보관됨 2019-02-28 - 웨이백 머신 | 1932년 4월 29일 상하이 홍구공원, 일왕의 생일과 상해사변 승리 축하 행사가 열리던 이날, 25살 청년 윤봉길 일제 심장 강타! 있따른 패배로 상해까지 내주고 있던 장개석은 대한 청년의 의거에 감격해 이후 다방면으로 임시정부를 돕게 됩니다. |
| 9회       | 5월 2일   | 이회영의 노블리스 오블리제, 항일독립군의 초석이 되다           | 1910년 한일 강제병합 직후 전재산을 처분해 만주로 향한 이회영의 6형제들. 서간도에 정착한 이회영은 한인 자치조직 경학사 조직. 이듬해 1911년 5월, 신흥강습소라는 이름으로 무관학교 설립. 이후 신흥무관학교는 항일무장투쟁의 요람이 됩니다 |
| 10회      | 5월 16일  | 최동원 vs 선동열, 전설이 된 대결                               | 1987년 5월 16일 부산 사직구장. 당대 최고의 라이벌 최동원과 선동렬의 전설이 된 대결이 펼쳐졌다. 1986년 4월 19일 선동열 완봉승, 그 해 8월 19일 최동원 승. 그리고 마침내 펼쳐진 자존심을 건 한 판! |
| 11회      | 5월 18일  | 푸른눈의 목격자, 위르겐 힌츠페터                               | 1980년 5월 18일 신군부의 무자비한 학살이 시작되었지만 국내 언론은 침묵과 독재에 대한 미화에 여념이 없을 때, 위험을 무릅쓰고 광주에 직접 들어가 전 세계에 실상을 알린 독일인 기자 위르겐 힌츠페터의 이야기 |
| 12회      | 5월 23일  | 차일혁, 전쟁의 참화에서 화엄사를 구하다                        | 1951년 5월 한국전쟁이 한창이던 때, 기지를 발휘해 화엄사, 천은사, 쌍계사, 선운사 등 천년고찰들을 지켜낸 항일독립투사출신 제18전투경찰대대장 차일혁 이야기 |
| 13회      | 5월 27일  | 박병선, 외규장각 의궤에 바친 한 역사학자의 삶                  | 2011년 5월 27일 병인양요때 프랑스에 약탈 당했던 외규장각 의궤, 145년 만에 고국으로 돌아오다. 빼앗긴 문화재를 되찾겠다는 일념으로 프랑스 국립도서관에서 일하면서 헌신적으로 노력한 역사학자 박병선의 이야기 |
| 14회      | 6월 6일   | 반민특위습격사건, 친일청산이 좌절되다                          | 1949년 6월 6일 서울 남대문로에 있던 반민특위 사무실에 경찰 난입. 지휘자는 서울중부경찰서장 윤기병. 이 사건 전까지 박흥식, 이광수 등 600 여명에 이르는 반민족행위자들을 검거하는 성과를 거두었으나 이후 반민특위는 무력화되고 친일파들은 모두 풀려나게 됩니다 |
| 15회      | 6월 10일  | 6월 항쟁, 온국민이 민주주의를 위해 싸웠다                      | 1987년 6월 10일 연세대생 이한열이 시위 도중 최루탄에 맞아 쓰러지면서 폭발한 군부독재정권에 대한 분노. 그 후 20여 일간 수백만명의 시민이 참여한 6월 항쟁. 결국 군부독재정권은 대통령 직선제, 민주화 조치 시행을 내용으로 하는 6.29 선언을 발표합니다. |
| 16회      | 6월 26일  | 백범 김구 암살사건, 민족의 거목 쓰러지다                       | 1949년6월 26일 백범 김구 자신의 집무실이던 경교장에서 현역 육군소위에게 살해당하다. 범인 안두희는 무기징역을 선고받았으나 특사로 풀려나 군납업자로 부를 축적하는 등 자유당 치하에서 승승장구하다 4.19혁명 이후에는 도망자 생활을 전전하다 결국 1996년, 버스기사 박기서에게 구타 당해 사망. 암살 배후에 대해서는 추측만 난무할 뿐 밝혀진 것은 많지 않고, 이해하기 어려운 상황들에 대한 기록들만이 일부 전해지고 있을 뿐입니다. |

### 2018년
| 방송 회차 | 방송 일자 | 제목 (다시보기)                                                    | 내용 |
| --------- | --------- | ------------------------------------------------------------------ | --- |
| 56회      | 3월 26일  | 제주4.3사건, 잠들지 않는_남도                                      | 1948년 4월 3일 한국 현대사의 가장 큰 비극 중 하나인 제주4.3사건 발발. 비극의 진상은 조사는 여전히 미흡하고, 수많은 희생자들은 아직도 행불 상태.                                                                 |
| 57회      | 4월 2일   | 여성독립운동가들5. 광복전쟁의 용사들                               | 한국 최초의 여성비행사 권기옥, 조선의용대 부녀복무단 박차정, 광복군 창설 여성대원 오광심 |
| 58회      | 4월 11일  | 대한민국 임시정부, 대한민국의 근간이 되다.                         | 1919년 4월 11일 중국 상하이에서 대한민국 임시정부 수립. 1948년 만들어진 제헌헌법과 현행 헌법은 대한민국이 3.1운동과 임시정부의 법통을 이어받았음을 천명합니다.                                                  |
| 59회      | 4월 19일  | 백범 김구, 38선을 넘다                                             | 1948년 4월 19일 백범 김구 분단을 막고 통일 정부를 수립하기 위해 38선을 넘어 방북 결행. 김규식 김일성 김두봉과 더불어 4김 회담을 열고 4.30공동성명서 발표                                                        |
| 60회      | 6월 13일  | 남북 정상 처음으로 만나다                                          | 2000년 6월 13일 김대중 대통령과 김정일 위원장이 평양에서 만납니다. |
| 64회      | 5월 27일  | 1980년 계엄군 전남도청 진입, 시민군을 사살하고 광주민주화운동 진압 | 1980년 5월 27일 계엄군 전남도청 진입, 광주 시민군을 사살하고 광주민주화운동을 진압하다. 죽은이들 가운데 시민군 대변인 윤상원도 있었다. 현장을 목격하고 사진으로 기록한 노먼 쏘프는 그 상황을 생생히 기억합니다. |